# Olikhetstecken
Olikhetstecken är en typ av olika matematiska symboler som uttrycker olikhet. Tecknet ≠ kan användas mellan alla typer av objekt, medan övriga tecken bara används om objekt där man definierat en ordning (såsom heltal eller reella tal).
Formeln a < b innebär att talet a är mindre än talet b. Formeln b > a betyder att b är större än a. Båda formlerna uttrycker att a inte är lika med b – relationen är en strikt olikhet (eller sträng olikhet).
Formeln a ≤ b uttrycker med hjälp av tecknet ≤ (utsägs "mindre än eller lika med") att relationen mellan talen a och b är någon av relationerna < och =. Såväl formeln a ≤ b som formeln b ≥ a sägs uttrycka en icke-strikt olikhet.
| Symbol                | Betydelse                |
| --------------------- | ------------------------ |
| >                     | Större än...             |
| <                     | Mindre än...             |
| {\displaystyle \geq } | Större än eller lika med |
| {\displaystyle \leq } | Mindre än eller lika med |
| ≠                     | Skilt från               |

Inom tillämpade vetenskaper använder man också olikhetstecknen << (mycket mindre än) och >> (mycket större än) för att kunna göra approximationer.